# Kleinrudestedt
Kleinrudestedt ist ein Dorf, das in das nur einen Kilometer entfernte Großrudestedt im Landkreis Sömmerda eingemeindet worden ist. Es liegt im Thüringer Becken am Nordostrand des  Schwanseer Forstes. Zwischen Klein- und Großrudestedt verläuft der kleine Fluss Gramme.

## Geschichte
Kleinrudestedt führte im Mittelalter den Namen „Wenigen-Rudestedt“. Das deutet darauf hin, dass es sich um ein Nebendorf von Großrudestedt mit angesiedelten Wenden gehandelt hat. Die jetzige Dorfanlage lässt jedoch keinen slawischen Einfluss erkennen. Das Kloster Georgenthal, das Weißfrauen-Kloster Erfurt, das Marienstift Erfurt und das Große Hospital Erfurt hatten im 13. und 14. Jahrhundert Besitz in Kleinrudestedt. Nach Beginn der Reformation im 16. Jahrhundert fanden in Kleinrudestedt, wie überall in den kursächsischen Dörfern, Visitationen zur Festigung der kirchlichen Ordnung statt. 1582 bis 1586 forderte auch in Kleinrudestedt die Pest ihre Opfer. Im Dreißigjährigen Krieg wurden 1636 das Pfarr- und das Schulhaus abgebrannt, ebenso das Innere des Kirchenschiffs. 1642 war das Dorf völlig entvölkert, kein Haus mehr bewohnt. Die noch lebenden Einwohner waren in befestigte Plätze, besonders nach Erfurt, aber auch in das Vorwerk Bachstedt, geflüchtet. Die Felder verödeten. 1681 bis 1683 wurden die Erfurt benachbarten Dörfer wegen der dort ausgebrochenen Beulenpest zeitweise abgesperrt.
Kleinrudestedt gehörte mit Schwansee, Großrudestedt und Großmölsen zur „Vogtei Schwansee“, welche ab 1664 Teil des Amts Großrudestedt war. Seit 1672 gehörte der Ort zum Herzogtum Sachsen-Eisenach und ab 1741 zu Sachsen-Weimar-Eisenach. Wie andere Orte der Region hatte Kleinrudestedt dem Herzoglichen Gut Bachstedt Frondienste zu leisten und seine Flur dessen Schafen zum Grasen zu öffnen (Triftrecht), was als „Landplage“ empfunden wurde. Dazu kamen Frondienste für das Jagdschloss in Schwansee und das Amt in Großrudestedt. Im Revolutionsjahr 1848 fanden „Volksversammlungen“ bei Kleinrudestedt am Schwanseer Forst statt. Der Ort galt als Herd für die Unruhen im ganzen Bezirk. Es wurden demokratische Vereine gegründet und die „Volksbewaffnung“ durchgeführt. Dann legte der Großherzog Kürassiere in das Amt Großrudestedt.

### Dorfkirche
Kleinrudestedt leistete sich als wohlhabendes Dorf 1840 eine unter dem Hofbaumeister Coudray gebaute Kirche, deren Entwurf von Carl Georg Kirchner erarbeitet wurde, in der 1845 der Gustav-Adolf-Verein des Großherzogtums Sachsen-Weimar-Eisenach gegründet wurde. Zur DDR-Zeit wurde die Kirche in den 1980er Jahren durch Feuchtigkeitsschäden bei undichtem Dach baufällig, baupolizeilich gesperrt und schließlich bis auf den stabil erscheinenden Kirchturm abgerissen. Dieser erhielt ein Notdach.
Erinnerungsstücke aus dem abgerissenen Kleinrudestedter Kirchenschiff befinden sich mittlerweile in der Kirche von Großrudestedt: der Taufstein, die Gedenktafeln für die Gefallenen beider Weltkriege, die letzten Kirchenbänke und der Motor der (verfaulten) Orgel.
2020 wurde ein Gemeindehaus in die Ruine des alten Kirchenschiffs gebaut. 2019 musste der Glockenturm wegen extremer Einsturzgefahr nach Abheben der Haube abgebaut werden. „Der Hausschwamm hat ganze Arbeit geleistet“. Der Kirchturm soll wieder so aufgebaut werden, wie ihn Kirchner geschaffen hatte.
Das Pfarrhaus soll verkauft werden.

## Siehe auch

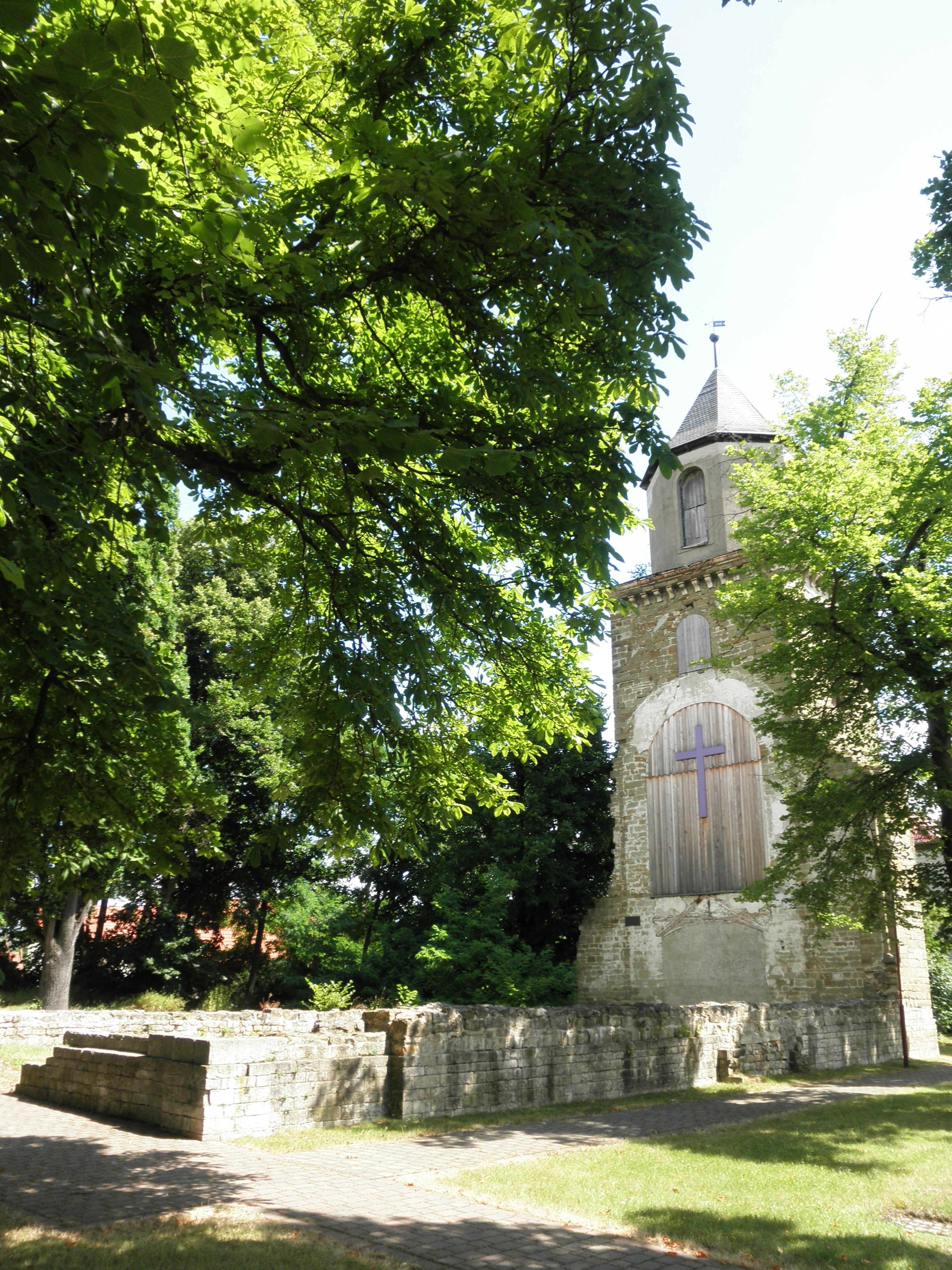
Kirchruine (2010)
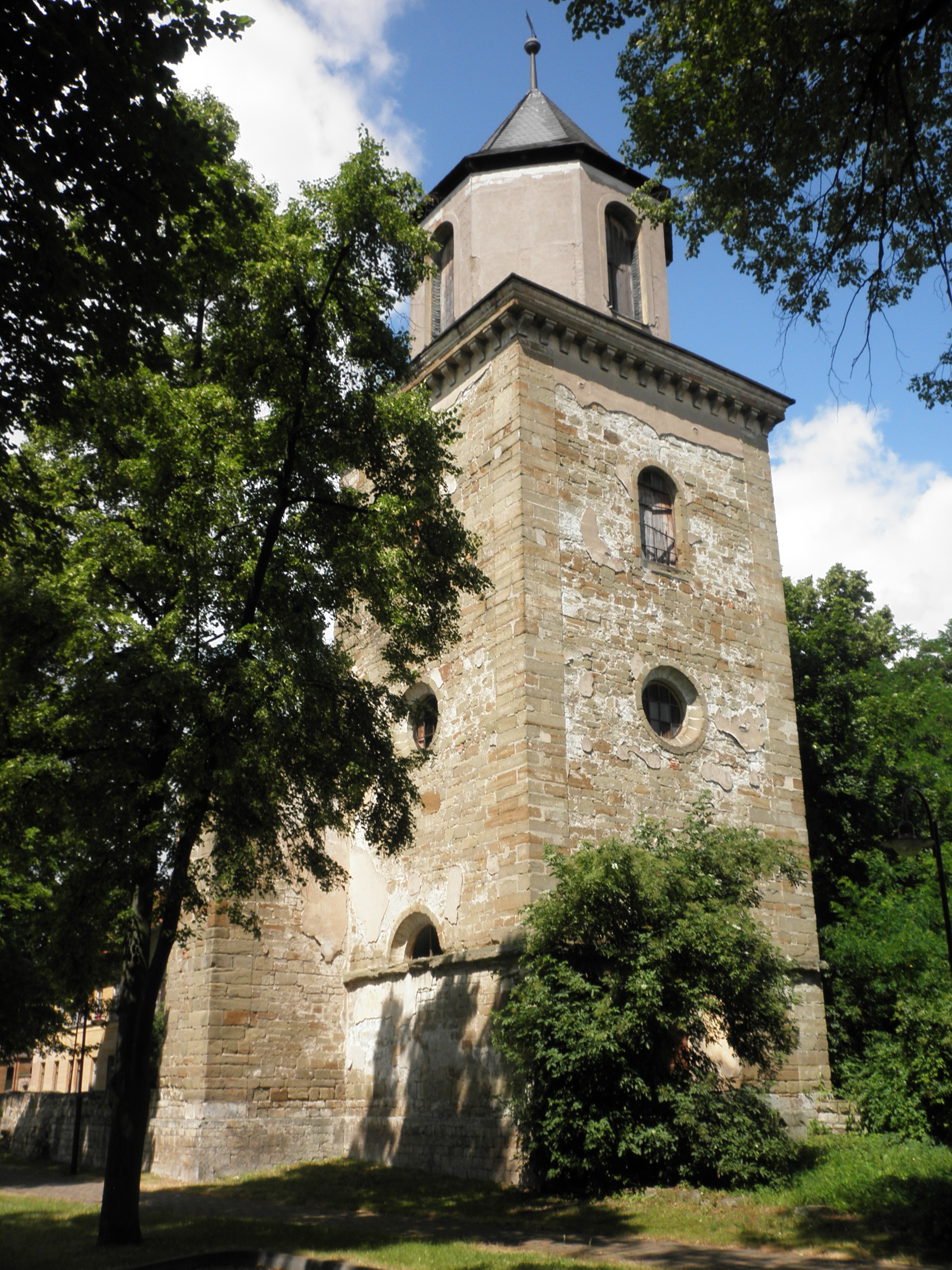
Kirchturm (2010)
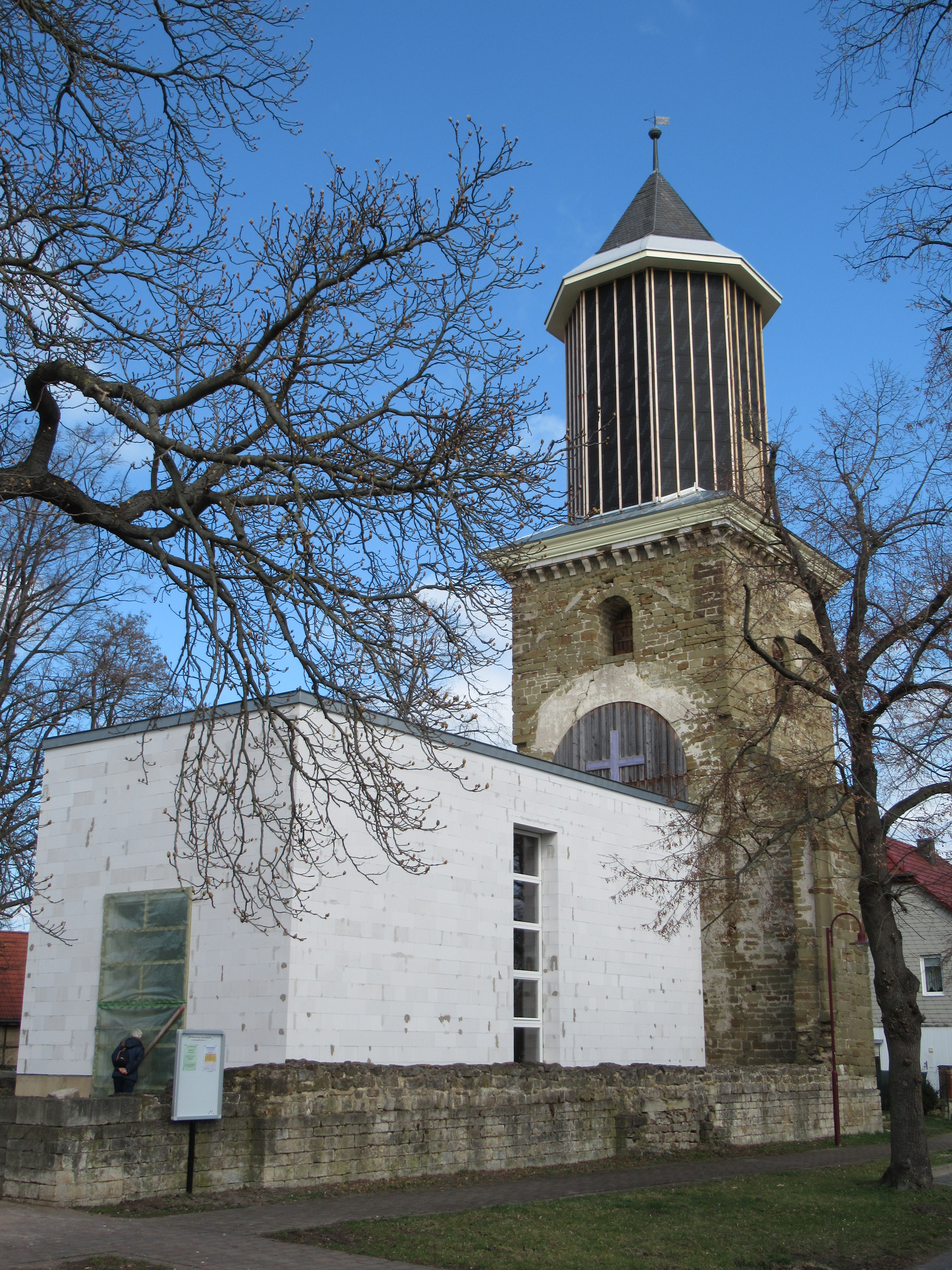
Gemeindehaus in Kirchruine März 2021
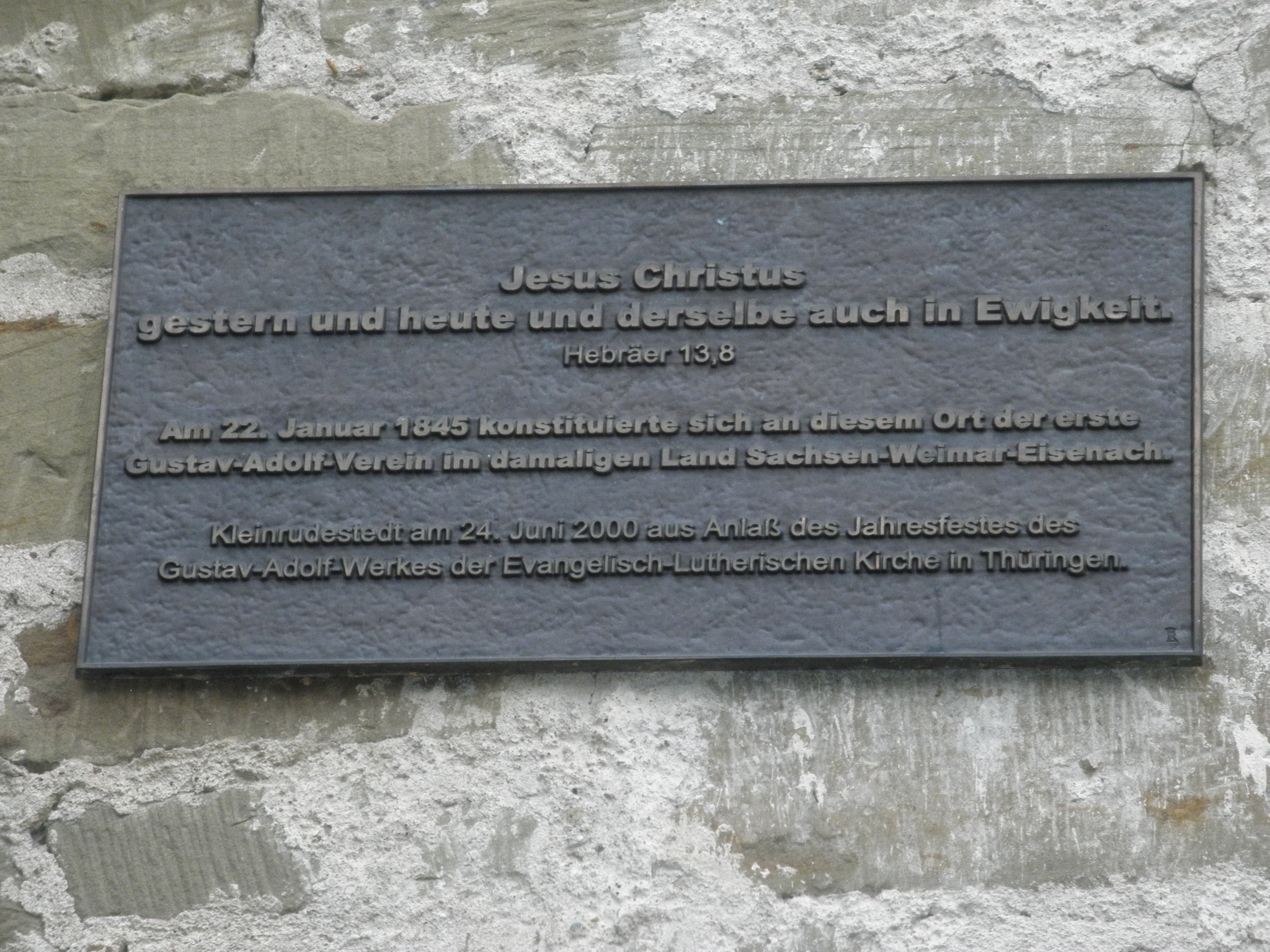
Gedenktafel zur Gründung des Gustav-Adolf-Vereins in der Kirche
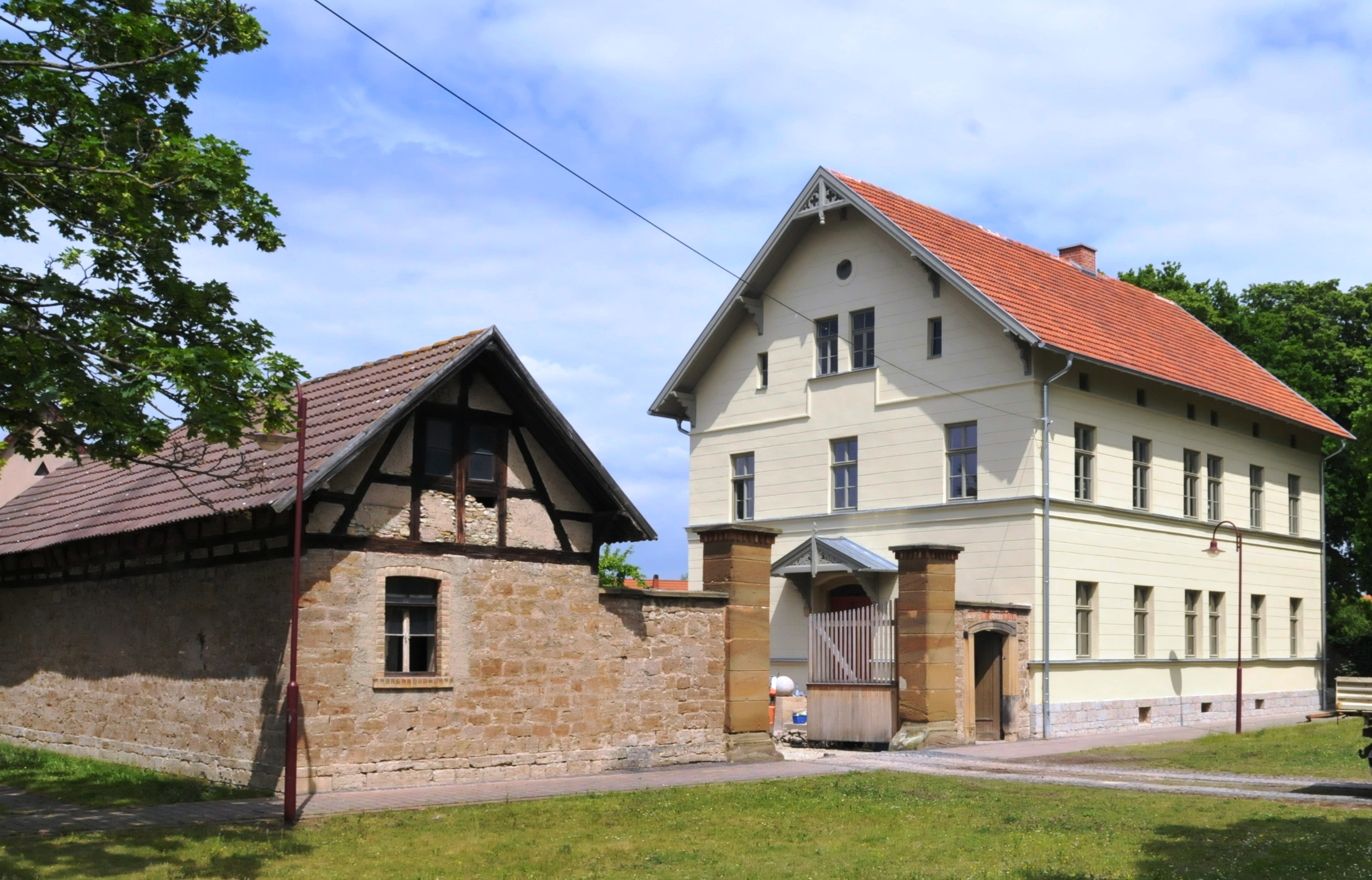
Pfarrhof (Mai 2016)